# Junior Mance
Junior Mance (Evanston, Illinois, 1928. október 10. – New York, 2021. január 17.) amerikai dzsesszzongorista, zeneszerző.

## Pályafutása
Apja ragtime és boogie-woogie zongorista – és ezek tanára – volt. Mance középiskolás korában professzionális zongoristává vált, miután két évet töltött a chicagói Roosevelt College-ban. 1947-ben azt otthagyta. Gene Ammons zenekarában kezdett játszani. 1949 után egy évig Lester Younggal dolgozott, majd ismét Ammonsszal játszott.
1951-ben az Egyesült Államokba költözött. Besorozták a hadseregbe, ahol a 36. hadsereg együttesébe került. Itt Cannonball Adderley-vel, Nat Adderley-vel és Curtis Fullerrel együtt szolgált.
1953-ban leszerelt.
Olyan zenészekkel dolgozott, mint Dinah Washington, Cannonball Adderley és Dizzy Gillespie. 1961-ben megalakította saját trióját.
Mance élete során több mint harminc albumot rögzített.
1997-ben bekerült a Nemzetközi Dzsessz Hírességek Csarnokába.
Mance 2021. január 17-én halt meg otthonában 92 éves korában az előző hónapban bekövetkezett elesés következtében fellépő agyvérzés miatt.

## Lemezválogatás
- 1961: Live at the Village Vanguard
- 1973: The Junior Mance Touch
- 1980: Smokey Blues
- 1994: Softly as in the Morning Sunrise
- 1995: Floating Jazz Festival Trio
- 1996: Live at the 1996 Floating Jazz Festival; The Music of Duke Ellington
- 2000: Mance + Lou Donaldson, Arturo Sandoval, Etta Jones
- 2003: Junior Mance: Music of Thelonious Monk
- https://www.allmusic.com/artist/junior-mance-mn0000252026/discography

### Élő albumok
- 1961: Junior Mance Trio at the Village Vanguard
- 1968: Live at the Top of the Gate
- 1977: Live at Sweet Basil
- 1995: At Town Hall, Vol. 1
- 1995: At Town Hall, Vol. 2
- 1996: Jubilation
- 1996: Live at the 1995 Floating Jazz Festival
- 1997: Live at the 1996 Floating Jazz Festival
- 1998: Live at the 1997 Floating Jazz Festival
- 1999: Live at the 1998 Floating Jazz Festival
- 2000: Mance
- 2003: Opus de Funk
- 2003: The Music of Thelonious Monk
- 2006: First: Live at 3361 Black
- 2006: Second: Live at 3361 Black
- 2007: Live at Cafe Loup
- 2010: Out South
- 2011: Letter From Home
- 2012: The Three of Us

## Díjak
- International Jazz Hall of Fame

## Filmek
Junior Mance az IMDb-n